# Podpeč pod Skalo
Podpeč pod Skalo – wieś w Słowenii, w gminie Litija. W 2018 roku liczyła 23 mieszkańców.